# Christkönig (Reinhardshausen)

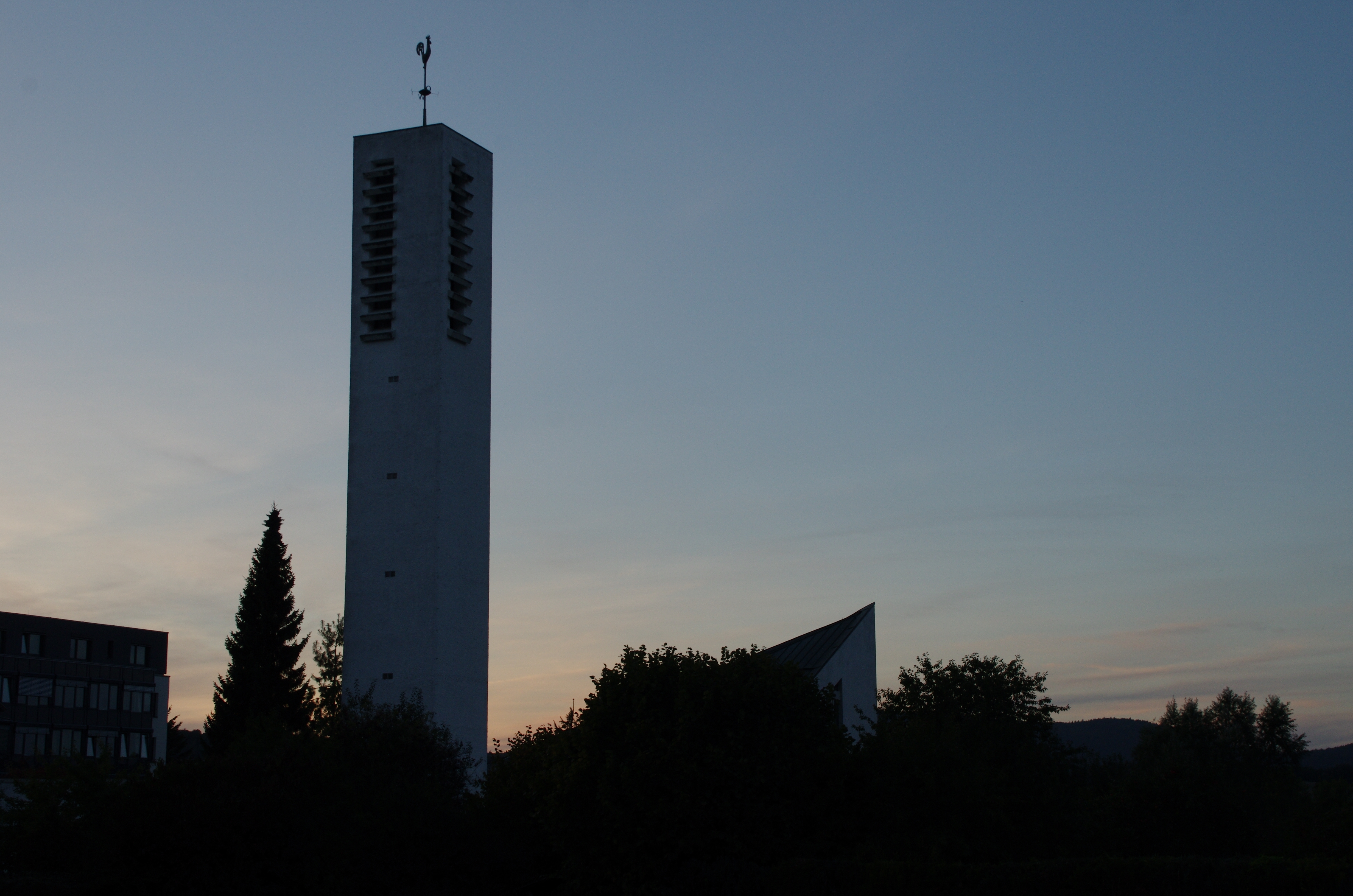
Die Christkönig-Kirche

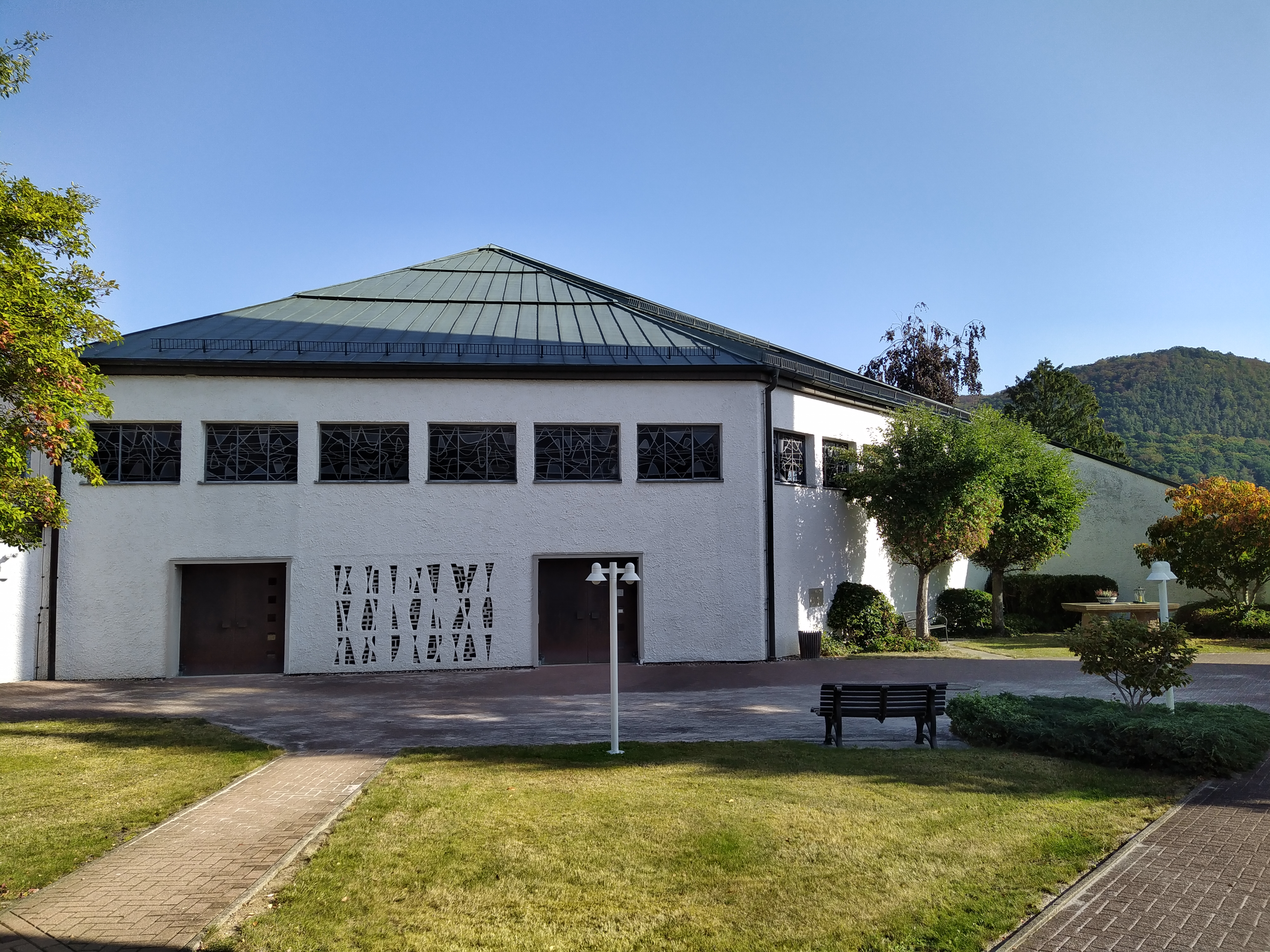
Hofseite der Kirche

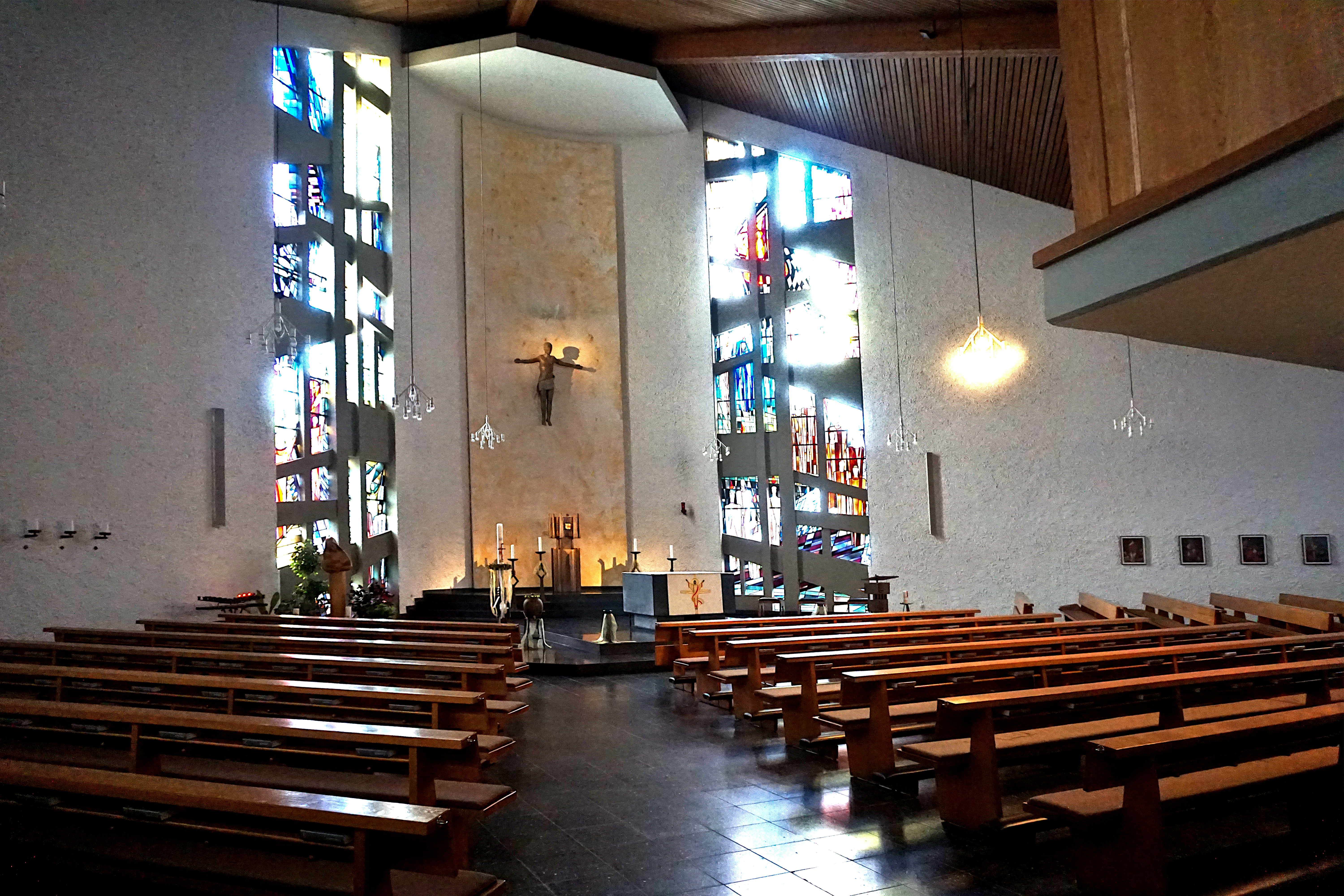
Innenraum der Kirche

Die römisch-katholische Pfarrkirche Christkönig ist ein ortsbildprägendes Kirchengebäude in Reinhardshausen, einem Ortsteil von Bad Wildungen im Landkreis Waldeck-Frankenberg (Hessen). Rückseitig schließt sich ein Altenheim an. Die Gemeinde gehört zum Pastoralverbund Wildungen und Waldeck.

## Geschichte und Architektur
In den 1950er und 1960er Jahren entwickelte sich der westlich von Bad Wildungen gelegene Ort durch den Bau von Kureinrichtungen und Sanatorien in Verbindung mit entsprechender Wohnbebauung. Bis dahin wurden die Gottesdienste in einer kleinen Kapelle in der Ortsmitte gehalten. Immer mehr Kurgäste besuchten Reinhardshausen. Mittlerweile werden in den Kliniken und Rehaeinrichtungen um 5.000 Betten angeboten. Die Planer sahen die Notwendigkeit eines Kirchenbaues. Das von 1966 bis 1967 nach Plänen von Josef Bieling errichtete Gebäude steht in einem ummauerten Kirchhof und ist von der Umgebung klar abgegrenzt. Es wurde 1968 geweiht. Das Grundstück ist von der Straße über einen Fußweg erschlossen. Auf dem Areal stehen jeweils in den Winkeln die Kirche, die Sakristei, der Kirchturm und das Pfarrhaus. Das Kirchengebäude ist auf einem nahezu quadratischen Grundriss errichtet, der Winkel zur Hofseite ist diagonal abgeschrägt. Die Außenmauern sind weiß verputzt. Die Betonwände im Altarraum sind durch Glasfenster von Erwin Fischer gegliedert. Eine kleine Anbetungskapelle wird von zwei Portalen gerahmt, darüber steht die Sänger- und Orgelbühne.
Der Kirchturm steht im Winkel der Kirchhofmauer auf einem quadratischen Grundriss. Die Wände sind weiß, das Dach ist flach. Im Bereich der Glockenstube sind an allen vier Seiten schmale Schallöffnungen eingelassen. Das Verhältnis zur Form des Kirchengebäudes erscheint ausgewogen.

## Ausstattung
- Der Tabernakel ist durch ein Retabel aus Beton hervorgehoben, das einen Bezug zum Maßwerk der Fenster hat.
- Der Altar ist um zwei Stufen angehoben und nach vorne gerückt, er ist so wie der Ambo und der Tabernakel eine Arbeit von Benno Lipsmeier.
- Die Christkönigdarstellung wurde 2012 in der Gießerei Schüler in Lüdinghausen, nach einem Modell von J. Wittstamm aus Lüdinghausen, in Bronze gegossen und an die Rückwand des Altarraumes montiert. Die plastische Figur mit einer Krone ist gestalterisch in den Altarraum einbezogen.[2]
- Das bedeutendste Kunstwerk ist eine Pietà von Käthe Kollwitz.[3]